# Embarazo psicológico
La pseudociesis (también llamado embarazo psicológico, fantasma, utópico o imaginario) es la aparición de signos gestacionales y síntomas clínicos o subclínicos asociados con el embarazo, aunque la persona no esté físicamente embarazada. Se trata de un problema psicológico en el que el principal desencadenante suele ser el deseo desmedido de ser madre o el miedo a quedarse embarazadas jóvenes. También se puede dar en animales de compañía.

## Etiopatogenia
Intervienen diferentes factores en la génesis de la pseudociesis: psicológicos y neuroendocrinos.

### Factores psicológicos
Agrupan la mayor parte de los casos de pseudociesis, forman parte de los llamados trastornos somatomorfos, donde algunas emociones ocultas se manifiestan como síntomas orgánicos. Ocurre, sobre todo, en mujeres alexitímicas que no expresan sus sentimientos.
Existen otras situaciones psicológicas que pueden conducir a este trastorno: la infertilidad, la esterilidad o los problemas para desarrollar una gestación llevan a la mujer, con un gran deseo de ser madre, a desarrollar este cuadro. Puede esconder un cuadro depresivo de base.
Más frecuente es este cuadro en adolescentes que comienzan sus relaciones sexuales, ante el miedo que les provoca el quedar embarazadas.

### Factores neuroendocrinos
Las hormonas juegan un importante papel en el desarrollo del embarazo imaginario. Hay una disminución de LH y FSH, lo que conduce a la anovulación y, en consecuencia, a la amenorrea. Por otra parte, como la prolactina y la progesterona están altas, se estimulan la lactogénesis y el mantenimiento del cuerpo lúteo, respectivamente.

## Patología física
Los factores psicológicos y neuroendocrinos no actúan independientemente. Se trata de una vorágine donde ambos se interrelacionan.

## Cuadro clínico
- Trastorno del ciclo menstrual, que varía entre la amenorrea y la hipomenorrea, la duración se da hasta que la mujer acepta que es un embarazo psicológico.

- Aumento del volumen abdominal, sin borrado del ombligo, originado por la posición de lordosis que toma la mujer y por la distensión de los músculos abdominales. El ombligo invertido permite establecer el diagnóstico diferencial con el verdadero embarazo.

- Modificaciones en las glándulas mamarias consistentes en turgencia, secreción de leche y calostro, pigmentación y aumento de tamaño de las papilas.

- Sensación subjetiva de movimientos fetales.

- Ablandamiento del cuello uterino, acompañado de signos de congestión. Aumento del volumen uterino, cuyo tamaño varía de 6 semanas a 8 meses.

- Náuseas y vómitos. Puede haber constipación y aberraciones del apetito.

- Aumento de peso, generalmente mayor que los verdaderos embarazos.

- Algunas pacientes pueden presentar niveles elevados de gonadotropina.

- Ansiedad y trastornos del sueño.

El margen de coexistencia de los síntomas mencionados varía según los casos. Sin embargo, en ocasiones, la sintomatología se presenta de forma completa. Una forma de confirmar que no es un embarazo real es buscando con la Maniobras de Leopold el fondo uterino, al palpar el abdomen se sentirá una forma de extrema rigidez. Otra manera es buscar el foco cardíaco fetal el cual se encuentra ausente pudiendo sólo encontrar el latido de la aorta descendente.

## Causas
La causa principal de este suceso parte del deseo incontrolable de tener un hijo, especialmente en mujeres casadas (80% de los casos) y en países desarrollados. Sin embargo, hay otros factores como la necesidad de fortalecer aún más los nexos conyugales o sentirse joven y productiva, puede ser el miedo ante el acto sin protección con la pareja, o también a personas que han sufrido un aborto o dos.[cita requerida]

## Pseudociesis en el varón
En el varón, pueden darse síntomas similares a causa de sentirse identificados con su pareja. Sin embargo, este proceso se da generalmente cuando la mujer está realmente embarazada y él, al sentirse su protector, procura que su mujer sufra lo menos posible en la gestación, y en general, quiere ser partícipe del proceso. Este síndrome también se conoce como "embarazo simpático" o "síndrome de couvade".

## Embarazo psicológico animal
Este problema es mucho más común en los animales, en concreto en los perros, que cuando padecen este problema agarran un objeto determinado al que le atribuyen el papel de hijo y se responsabilizan de él como si lo fuera y también puede atribuir el papel de hijo a un humano. Sin embargo, en el perro se describe como un cuadro no patológico, sino más bien fisiológico, asociado principalmente a sus características del ciclo reproductivo y especialmente al aumento de los receptores de prolactina por consecuencia de la caída de progesterona.